# 高木千亜紀
高木 千亜紀（たかき ちあき、1974年11月28日 - ）は、アビスパ福岡の広報担当。元静岡朝日テレビアナウンサー。

## 来歴・人物
福岡市出身。福岡大学法学部卒業後、1998年アナウンサーとして静岡朝日テレビに入社。同社における地上デジタル放送推進大使の最終担当者となった。
入社後ある時期からスポーツ番組を担当するようになり、県外の人物でも静岡県出身者と交流が生まれ、その中でも特に三浦泰年と繋がりができた。このため、三浦がギラヴァンツ北九州の監督に就任したという事情も重なり、2011年いっぱいで静岡朝日テレビを辞め帰郷し、翌年ギラヴァンツ入社、広報職に転じた。しかし“三浦人脈”だったこともあり、三浦が東京ヴェルディ1969に転じたのを引き金に僅か1年で離れた。
2013年より、アビスパ福岡広報担当として勤務している。
趣味はフットサルと1970年代のフォークソング鑑賞。特技はザ・ドリフターズの歌が全曲歌える事。普通自動二輪車免許を有する。
2016年10月28日放送のスポーツパラダイス1000回記念SPで久々に出演した。

## 静岡朝日テレビでの担当番組
- とびっきり!しずおか（月曜日「清水国明のシニア道」、以前は中継を担当）
- スポーツパラダイス（金曜日）
- 朝だ!生です旅サラダ（静岡県内からの中継）
- C's World（ミニ番組）